# Schultesia crenuliflora
Schultesia crenuliflora är en gentianaväxtart som beskrevs av Carl Friedrich Philipp von Martius. Schultesia crenuliflora ingår i släktet Schultesia och familjen gentianaväxter. Inga underarter finns listade i Catalogue of Life.